# Tháp Bismarck ở Wiele

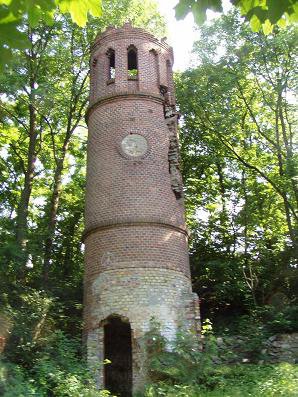
Hình ảnh của tháp trước đây

Tháp Bismarck ở Wiele nằm ở trên đồi 3 tháng 5 ở Wieleń, tỉnh Wielkopolskie, Ba Lan

## Quy hoạch
Tiến sĩ Feliks Beheim từ Schwarzbach, một thành viên của Hiệp hội Làm đẹp Địa phương, là người khởi xướng việc xây dựng tòa tháp này. Ý tưởng này đã được công chúng ủng họ nhiệt tình. Vào ngày 14 tháng 3 năm 1902, chủ tịch hội đồng thành phố cũng đã bày tỏ sự ủng hộ ý tưởng này trong cuộc họp của Hội đồng Liên minh làm đẹp tại Wieleń.
Khu giải trí trên đồi ngày 3 tháng 5 (lúc đó là "Knospes Höh") đã được chọn làm nơi xây dựng tòa tháp. Nhờ sự hỗ trợ tài chính của thành phố và chính quyền các quận, và nhờ sự đóng góp của người dân địa phương nên tòa tháp đã được xây dựng bằng gạch vững chắc.
Nhà xây dựng H. Frost được chọn làm kiến trúc sư. Tổng chi phí xây dựng tòa tháp và nơi trú ẩn là 5000 - 6000  marek (một đơn vị tiền tệ của Đức từ năm 1873).

## Công trình xây dựng
Fieldstones (các đá tảng) và gạch đỏ đã được sử dụng để xây dựng. Công trình khởi công vào ngày 1 tháng 4 năm 1902. Nhà đầu tư là giáo viên Bloch, cũng là thành viên của Hội đồng quản trị của Hiệp hội làm đẹp. Một bức phù điêu Bismarck bằng đồng, đường kính khoảng 1 m, tại xưởng đúc Gladenbeck ở Berlin, được gắn vào phía bắc của trục tháp.

## Mô tả
Tháp có hai lối vào trong tháp, một từ phía bắc và một từ phía tây. Tháp được chia thành một bệ và một trục tháp tròn, có chiều rộng cố định. Chiều cao của cột của tháp ở phía bắc là 1,50 m, ở phía nam 0,40 m. Phần thấp hơn của lõi tháp cao 3,80 m. Đường kính ngoài của tháp là 3,70 m, đường kính trong là 2,20 m. Chiều rộng của cửa ra vào ở phía bắc là 0,77 m. Một đài lửa tròn bằng gang (đường kính 1,20 m) được gắn cố định viễn vào đỉnh tháp.

## Lịch sử
Tháp được khánh thành vào ngày 21 tháng 6 năm 1902, buổi tối hôm đó đài lửa đã đốt suốt đêm, để duy trì ngọn lửa thì các khúc gỗ, nhựa đường và dầu hỏa đã được sử dụng. Trong lòng tháp đã là một điểm đến tham quan yêu thích trong nhiều năm.
Năm 1992, tòa tháp đã bị hủy hoại. Chỉ có tấm móng và tàn dư của phía nam (cao khoảng 3 m).